# Дети Земли (повесть)
«Дети Земли» — научно-фантастическая повесть Бовина Г. М. Произведение написано в 1960 г.
Автор книги «Дети Земли», Бовин Григорий Михайлович, являлся главным конструктором ряда ленинградских, уральских и московских заводов, был доцентом Московского высшего технического училища имени Баумана, является автором нескольких технических книг. Над повестью «Дети Земли» Бовин работал в течение десяти лет.
Особую ценность повести придает то, что она написана опытным инженером, в произведении тщательно и продуманно рассказывается об устройстве межпланетного космического корабля. Также, одной из весьма отличительных особенностей данного произведения является то, что все описываемые в нём астрономические явления, даты, положения звёзд, планет — достоверны. 

## Сюжет
Действие повести происходит в 1960-х годах. На Венеру с исследовательской целью отправляется космический корабль «Уран» с экипажем из нескольких человек. На Венере экспедиция обнаруживает животный и растительный мир, сходный с тем, что существовал на Земле в древнейших временах. Члены экипажа переживают множество увлекательных приключений, с честью и достоинством, как и положено советским людям, преодолевая выпавшие на их долю опасности. Одним из кульминационных моментов произведения является эпизод, когда космический корабль, во время обратного пути, терпит аварию, но один из членов экипажа отдаёт свою жизнь для спасения остальных.

## Персонажи
- Белов — начальник экспедиции.
- Иванов — заместитель начальника и космический штурман.
- Сидоренко — воздушный лётчик.
- Петрова — врач и биолог.
- Синицын — геолог и палеонтолог.
- Миронова — дублёр космического штурмана.
- Медведев — дублёр воздушного лётчика.
- Ковалёва — кинооператор.

## Научные ошибки в повести
По состоянию на 2022 год, явных признаков жизни на Венере не обнаружено, но автор не мог этого знать, ведь в его время многие учёные склонялись к мысли, что на Венере возможно существование флоры и фауны.

## Публикации
- Бовин Г. Дети Земли. Научно-фантастическая повесть. — М.: Советская Россия, 1960. — 288 с. — 165 000 экз.

## Критика
- Новиков В. В мире большой мечты. [о повести Г. Бовина «Дети Земли»] // Учительская газета. — 1961. — № 57. 13 мая[8].
- Газенко О., Шаров В. Притяжение космоса: Путешествия за пределы Земли в фантазиях человечества. — М.: РТСофт, 2011.